# Keena Rothhammer
Keena Rothhammer   (Little Rock, 26 de febrer de 1957) és una nedadora estatunidenca, ja retirada, que va competir durant la dècada de 1970.
El 1972 va prendre part en els Jocs Olímpics de Múnic, on va disputar tres proves del programa de natació. Va guanyar la medalla d'or en els 800 metres lliures, en superar a la final a l'australiana Shane Gould. En els 200 metres lliures guanyà la medalla de bronze, mentre en els 400 metres lliures fou sisena. En el seu palmarès també destaquen una medalla d'or i una de plata al Campionat del món de natació de 1973. Aquest mateix any fou nomenada Esportista de l'Any d'Amèrica del Nord.
El 1991 fou incorporada a l'International Swimming Hall of Fame.